# Плавлений сир

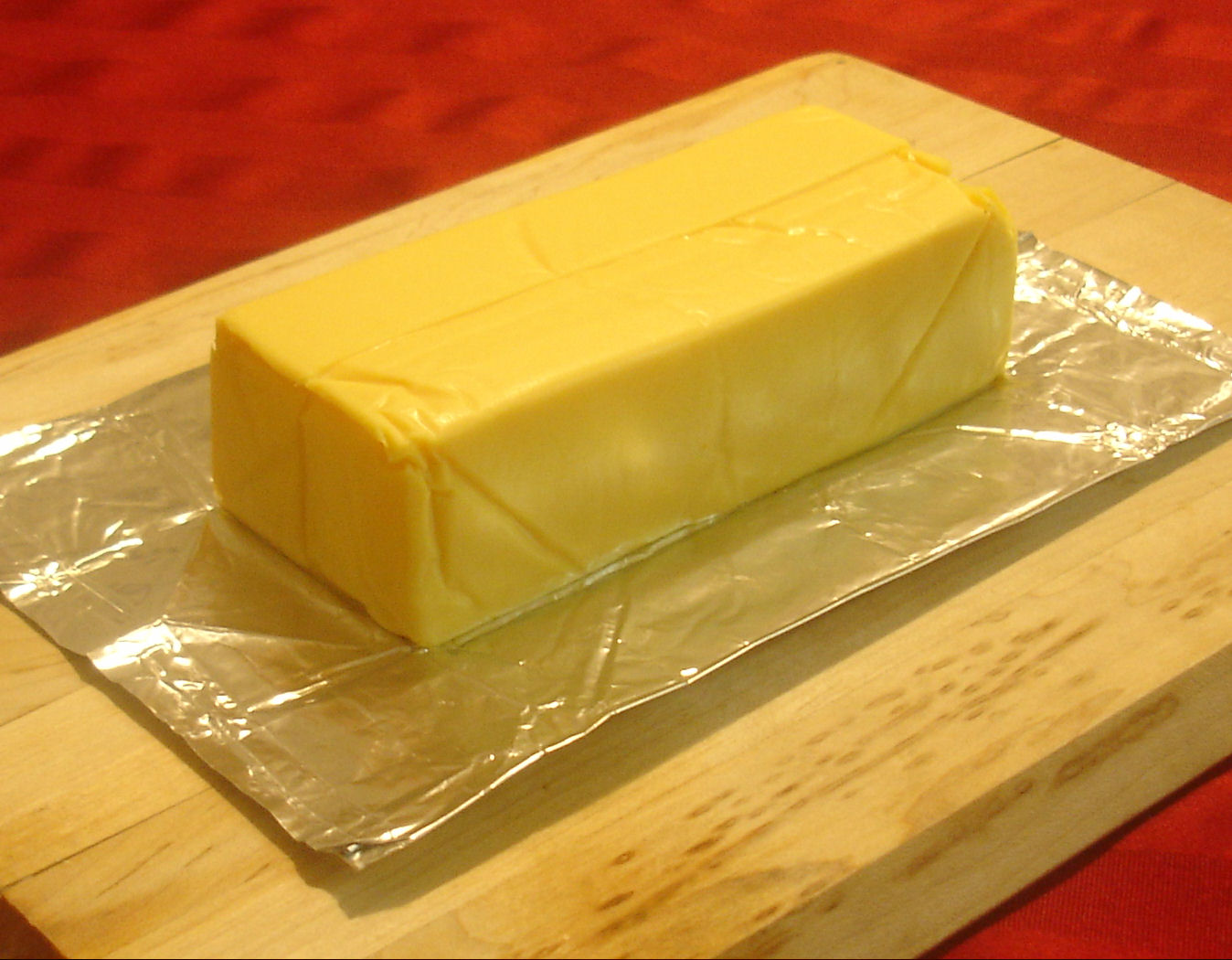
Плавлений сир американського бренду Velveeta

Плавлений сир — молочний продукт, що виготовляється термомеханічною обробкою сичужних сирів, сирів для плавлення, сиру, масла та інших молочних продуктів, у присутності солей-плавників. Допоміжними речовинами можуть слугувати структуроутворювачі, смакоароматичні, біологічно активні добавки.
Плавлений сир є продуктом з високим вмістом білку та жиру, наявністю незамінних амінокислот, їх
доброю збалансованістю, а також солей кальцію і фосфору, необхідних для нормальної життєдіяльності організму людини, є також джерелом вітамінів А, В2, Е, фолієвої кислоти.
В той самий час, плавлений сир має певні ризики для здоров'я:
- Високий вміст натрію: Може сприяти підвищенню артеріального тиску, серцево-судинним проблемам та хворобам нирок.
- Шкідливі жири: Містить трансжири та насичені жири, які підвищують рівень "поганого" холестерину (LDL) і знижують "хороший" холестерин (HDL), збільшуючи ризик серцевих захворювань.
- Штучні добавки: Консерванти, барвники та підсилювачі смаку можуть викликати алергічні реакції, гіперактивність та інші проблеми.
- Менша харчова цінність: У порівнянні з натуральним сиром, оброблений сир часто має менше поживних речовин і більше наповнювачів.

## Класифікація плавлених сирів
Основої класифікації можуть бути консистенція, особливості технології виготовлення і ін.
Залежно від консистенції сири виробляють скибкові та пастоподібні. Сир плавлений скибковий — продукт, що має консистенцію від пластичної до крихкої та придатний до нарізування. Сир плавлений пастоподібний — продукт, що має мазку консистенцію.
Залежно від особливостей технології виробництва сири розрізняють: копчені, без копчення, з харчовими чи смаковими добавками або
солодкі.
Традиційно протягом багатьох років плавлені сири умовно ділили на шість видових груп: Сири плавлені скибкові; Сири плавлені ковбасні; Сири плавлені пастоподібні; Сири плавлені солодкі; Сири плавлені консервні; Сири плавлені до обіду.
Відмінною особливістю скибкових сирів є можливість нарізування цих сирів на скибочки, що й знайшло відображення в їх назві.
Сири плавлені ковбасні отримали свою назву через розфасовку їх у формі ковбас за аналогією з м'ясними виробами.
Сири плавлені пастоподібні відрізняються пластичною консистенцією, що нагадує пасту.
Обов'язковим компонентом солодких плавлених сирів є цукор-пісок, що забезпечує їм солодкий смак і своєрідну консистенцію.
Сирам плавленим консервним (стерилізований, пастеризований і сухий) притаманний тривалий термін зберігання.
Сири плавлені до обіду призначені для приготування перших страв або як приправа для других страв і бутербродів.
У відділі плавлених сирів ВНИИМС під керівництвом професора Н. П. Захарової проведена велика науково-дослідна робота з вивчення закономірностей зміни реологічних і органолептичних показників плавлених сирів залежно від їхніх фізико-хімічних характеристик. В результаті розроблено три типи класифікації плавлених сирів:
- товарознавча, враховує хімічні, реологічні та органолептичні властивості плавлених сирів;
- узагальнена, що враховує як товарознавчі, так і технологічні ознаки, їхні відмінності; найповніше відображає особливості видових груп і відповідає Держстандарту за класифікацією молочних продуктів на основі міжнародних стандартів. Ця ж система класифікації покладена в основу Оста на сири плавлені.

Наразі це найповніша класифікація. Однак, якщо врахувати, що після її розробки вийшов ГОСТ Р 52176-2003 "Продукти маслоробства і сироваріння. Терміни та визначення ", виникає необхідність створення та впорядкування асортименту плавлених сирів. Тому знання нових термінів вкрай необхідно фахівцям молочної промисловості.

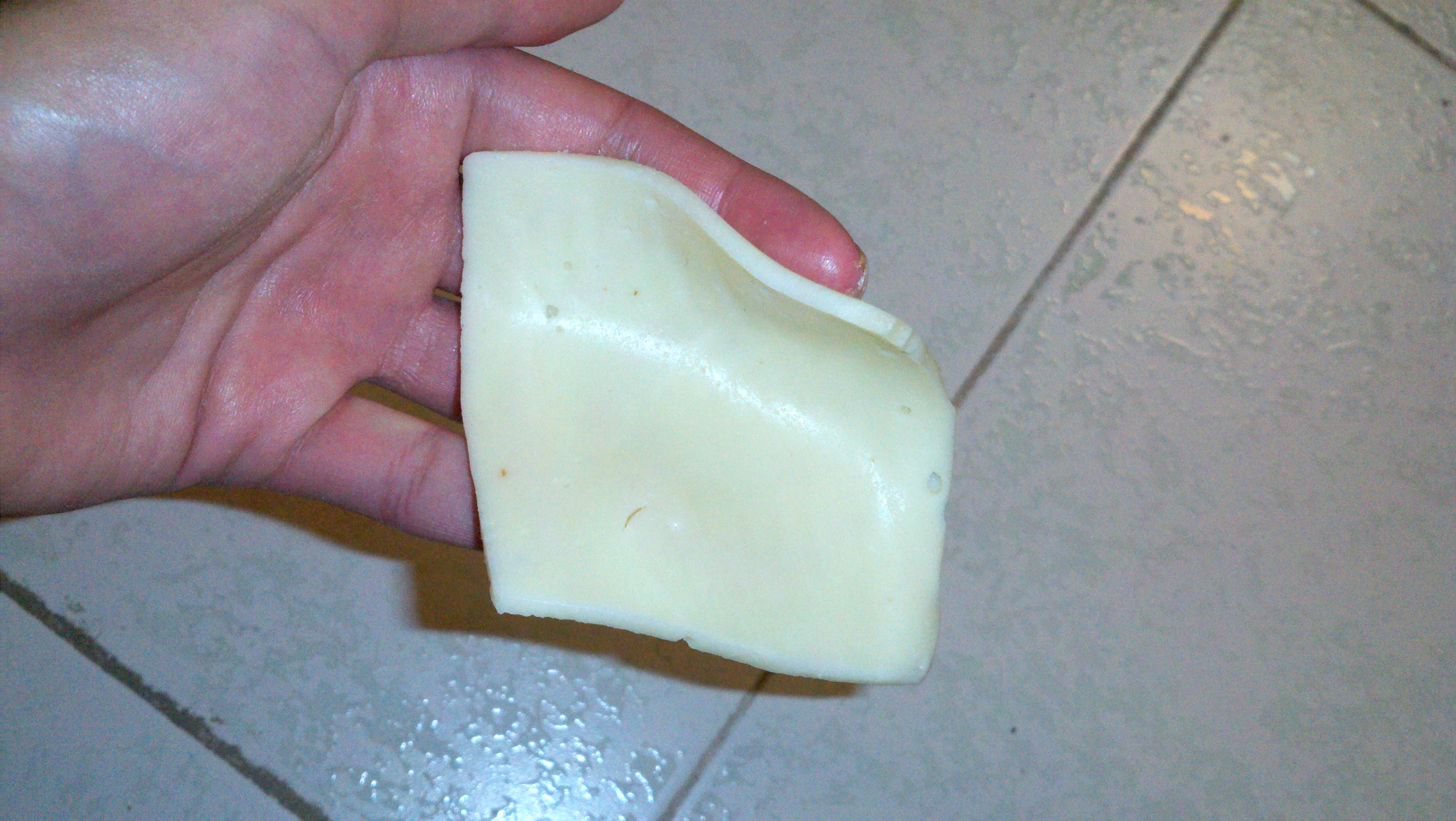
Шматочок плавленого сиру

## Технологія виготовлення
Плавлення сирної маси — основна і найважливіша операція в технології плавлених сирів — полягає в нагріванні і перемішуванні сирної маси в присутності солей-плавників. Плавлення сиру, супроводжуване розм'якшенням і придбанням сирною масою плинності, можна розглядати як своєрідну пастеризацію продукту. Важливу роль при плавленні грають солі-плавники. Якщо нагрівати сирну масу без них, то виходить неоднорідна маса, при цьому відбувається синергетичне стискання структури білка, сир розшаровується на воду, вільний жир і білковий осад. Після перемішування та охолодження цієї розплавленої сирної маси виходить продукт грубої шаруватої консистенції.
Визначальний процес при плавленні сирної маси — декальцинування (ПККФК) міцел казеїну солями-плавниками. Вони відщеплюють кальцій і колоїдний фосфат кальцію від ПККФК з утворенням параказеінату натрію (ПКН). В результаті руйнуються зв'язки між міцелами, параказеіновий гель розпадається на окремі міцели, які, у свою чергу, розпадаються на субміцели. Крім того, дестабілізація міцел призводить до диспергування з них таких поліпептидів, як γ-казеїни, пара-κ-казеїни та ін.
Технологія виготовлення плавлених сирів дозволяє вводити до їх складу біологічно цінні добавки, які включають натуральну зелень, гриби, паприку.
Для плавлення суміші застосовують наступні солі-плавники у вигляді водних розчинів:

 — фосфати (солі фосфорної кислоти) — сир недостатньо зрілий зі слабо вираженим сирним смаком і запахом, грубуватою консистенції
(рН 5,0-5,3);

 — цитрати натрію (натрієва сіль лимонної кислоти) — сир зрілий з вираженим запахом і смаком;

 — лимоннокислі солі, солі Грахама — сир перезрілий з сильно вираженим сирним смаком і запахом, з присмаком пряно солодкуватим
зайво гострий (рН 5,6-6,0).

Загальна кількість солей при плавленні не повинна перевищувати 3%, фосфорнокислих солей — 2% у перерахунку на суху речовину.